# Водяне (городище)
Городи́ще «Во́дяне» — городище,пам'ятка археології національного значення, охоронний № 200019-Н, взятий під охорону держави Постановою КМУ № 928 від 03.09.2009.

## Датування
Середина V ст. до н. е. — початок II тис. н. е.

## Площа
Загальна площа — 2,5 га.

## Розташування
Харківська область, Чугуївський район, Зміївська міська громада, за 1 км на схід від с. Водяне, в урочищі Холодний Яр, практично посередині між селами Водяне та Красна Поляна. Поселення займає високий мис правого берега річки Уда (права притока Сіверського Дінця).

## Історія дослідження
Городище відкрив А. Волченко на початку XX ст. Його перший опис створив у 1930 р. М. Фукс. У 1948 р. Іван Ляпушкін здійснив шурфування внутрішнього валу, визначивши його ранньосередньовічну належність. В 1950 р. городище оглянув Борис Рибаков. Протягом 1951—1952 рр. незначні роботи були проведені експедицією Бориса Шрамка: зняття плану, закладання шурфів, розкопки одного зі слов'янських жител. Протягом 2002—2003 рр. дослідження городища проводилися тут під керівництвом В. В. Колоди: загальна досліджена площа — 2000 м, виявлено 22 археологічні комплекси. У 2012—2013 рр. В. В. Колодою та Ю. Г. Чендєвим були проведені ґрунтознавчі та палеокліматичні дослідження.

## Опис
Городище створювалося в два етапи. Вперше постійне поселення з'явилося в ранню залізну добу, в цей період населення створило тут захисні споруди по типу «рів — ґрунтовий вал». Наприкінці І тис. н. е. завдяки приходу сюди групи східнослов'янського населення (літописні сіверяни) поселення відновилося. Ранньосередньовічний період датується Х — початком ХІ ст. н. е. Спочатку сіверяни проживали під захистом оборонних споруд, що були створенні ще в ранню залізну добу, та згодом спорудили нову захисну лінію. Після того, як половці витіснили слов'янське населення, поселення вже не відновилося.
Середньовічні захисні споруди на сьогодні являють собою ґрунтовий вал, що зберігся на висоту до 1,5 м та рів глибиною до 1 м. Рештки зовнішнього рову скіфського часу збереглися лише в південно-східній частині городища (під лісонасадженнями) на висоті до 0,5 м; рів перед ним візуально не простежується. Ранньосередньовічне (північне, мале) дворище має гарне збереження. Велике дворище зазнало певних втрат: культурний шар у його східній частині частково перевідкладений внаслідок планових лісонасаджень в середині XX ст.; центральна та західна частина, а також рештки захисних споруд знищені господарчою діяльність на початку XXI ст.

## Сучасне використання
Частково під лісонасадженням.